# Landschaftsschutzgebiet Grünlandkomplex nördlich Hövel
Das Landschaftsschutzgebiet Grünlandkomplex nördlich Hövel mit 18 ha Flächengröße liegt nördlich von Hövel im Stadtgebiet von Sundern im Hochsauerlandkreis. Es wurde 1993 mit dem Landschaftsplan Sundern durch den Kreistag des Hochsauerlandkreises erstmals als Landschaftsschutzgebiet (LSG) mit einer Flächengröße von 21,27 ha ausgewiesen. Bei der Neuaufstellung des Landschaftsplaners Sundern wurde das LSG erneut ausgewiesen und verkleinert. Das LSG geht im Norden bis an die Stadtgrenzer zu Balve und gehört zum Naturpark Sauerland-Rothaargebirge. Darin liegen ein nicht zum LSG gehörender Bauernhof und der Geschützte Landschaftsbestandteil Quellmulde Luer.

## Beschreibung
Das LSG umfasst Grünlandflächen in einem zweizügige Talkomplex mit zweier Quellbäche des Wettmarser Baches. Im LSG befinden sich unterschiedlichste Gehölze vom Einzelbaum bis zu linienförmigen Ufergehölzen.

## Schutzzweck
Der Landschaftsplan führt zum Schutzzweck aus: „Ergänzung der NSG-Festsetzungen der Talauen zu einem Grünlandbiotop-Verbundsystem, das Tieren und Pflanzen Wanderungs- und Ausbreitungsmöglichkeiten schafft und damit der Erhaltung der Leistungsfähigkeit des Naturhaushalts dient. Gleichzeitig wirken die offenen Talauen aufgrund ihrer überwiegenden Lage im waldreichen Plangebiet gliedernd und belebend im Bild der Landschaft und tragen damit zur Sicherung ihrer Vielfalt, Eigenart und Schönheit bei. Weiterhin sollen (Extensiv-)Grünlandflächen erhalten werden, die hervorgehobene Bedeutung für den Biotop- und Artenschutz haben.“

## Rechtliche Vorschriften
Wie in den anderen Landschaftsschutzgebieten vom Typ C in Sundern besteht im LSG ein Verbot der Erstaufforstung und Weihnachtsbaum-, Schmuckreisig- und Baumschul-Kulturen anzulegen. Grünland und Grünlandbrachen dürfen nicht in Acker oder andere Nutzungen umgewandelt werden.

## Gebot und Entwicklungsmaßnahmen
Wie für alle Landschaftsschutzgebiete vom Typ C im Landschaftsplangebiet wurde ein spezielles Gebot erlassen. „Die Gebiete sind im Rahmen der landwirtschaftlichen Nutzung oder durch geeignete Pflegemaßnahmen von Bewaldung freizuhalten.“
Wie für alle Landschaftsschutzgebiete vom Typ C in Sundern wurde ein spezielles zwei Entwicklungsmaßnahmen festgesetzt. Bei der landwirtschaftlichen Nutzung soll eine extensive Bewirtschaftung mit vertraglicher Regelungen angestrebt werden. Brachflächen sollen sektoral im Turnus von 3 Jahren – jedoch nicht vor dem 1. August eines Jahres – gemäht werden um eine Verbuschung zu verhindern.